# Galeruca macchoi
Galeruca macchoi es una especie de insecto coleóptero de la familia Chrysomelidae.
Fue descrita científicamente en 1866 por Joannis.